# Fundão (Espírito Santo)
Fundão (en español: Hondón) es un municipio brasileño del estado de Espírito Santo.